# Майк (фильм)
«Майк» (англ. Mike) — американский драматический фильм 1926 года режиссёра Маршалла Нейлана. Фильм представляет собой скромную[уточнить] постановку с участием Салли О'Нил и Уильяма Хейнса.

## Сюжет
Майк (Салли О'Нил) — девушка с железных дорог, живущая со своим отцом (Чарльз Мюррей) в переделанном товарном вагоне, влюблёна в телеграфиста Харлана (Уильям Хейнс).

## В ролях
- Салли О'Нил — Майк
- Уильям Хейнс — Харлан
- Чарльз Мюррей — отец
- Нед Спаркс — Слинки
- Форд Стрелинг — Тэд
- Фрэнки Дарро[англ.] — мальчик
- Жуниор Коглан[англ.] — мальчик
- Муриэль Фрэнсис Дана[англ.] — девочка
- Сэм Де Грасс[англ.] — Браш